# Great Ellingham
Great Ellingham is een civil parish in het bestuurlijke gebied Breckland, in het Engelse graafschap Norfolk met 1132 inwoners.